# Sitio de Constantinopla (1411)
El sitio de Constantinopla de 1411 ocurrió durante el Interregno otomano, o guerra civil otomana, 20 de julio de 1402-5 de julio de 1413, cuando reinó el caos en el Imperio otomano tras la derrota del sultán Bayezid I por el señor de la guerra de Asia Central Tamerlán. Aunque Mehmed Çelebi fue confirmado como sultán por Tamerlán después de la batalla de Ankara, sus hermanos İsa Çelebi, Musa Çelebi, Süleyman Çelebi y más tarde, Mustafa Çelebi, se negaron a reconocer su autoridad, cada uno reclamando el trono para sí mismo. El resultado fue una guerra civil. El Interregno duró hasta la batalla de Camurlu el 5 de julio de 1413, cuando Mehmed Çelebi emergió como vencedor en la contienda, se coronó a sí mismo como sultán Mehmed I y restauró la paz al imperio.

## Antecedentes
Antes de la batalla de Ankara, el Imperio bizantino fue un mero peón de las fuerzas externas durante varias décadas, pero después de la derrota de los otomanos por Tamerlán, el imperio, por un corto tiempo, se convirtió en un jugador en la intriga y la política doméstica otomana.

## El asedio
El emperador bizantino Manuel II Paleólogo  apoyó a Süleyman Çelebi como pretendiente al trono otomano. Firmaron el tratado de Galípoli con el regente bizantino Juan VII Paleólogo en 1403, ya que el emperador Manuel II viajaba por Europa Occidental en ese momento. Por este tratado, Süleyman cedió ciertos territorios a lo largo de la costa del Mármara, así como la ciudad principal de Tesalónica, al Imperio bizantino, a cambio de su apoyo durante el interregno y se declaró sultán del imperio en Edirne, la capital en Rumelia.
A pesar de derrotar a su hermano y rival por el trono otomano, Musa, en la batalla de Kosmidion en junio de 1410, la popularidad de Süleyman decayó. Tanto es así, que cuando Musa regresó para vengar su derrota al año siguiente, los partidarios de Süleyman desertaron a Musa. Süleyman fue capturado mientras intentaba escapar a los territorios bizantinos y fue asesinado por aldeanos el 18 de febrero de 1411. Musa se convirtió en cosultán de la parte europea del imperio. Luego tomó represalias contra todos los que se aliaron con Süleyman, incluido Manuel II, al sitiar Constantinopla en 1411. El emperador se dirigió a Mehmed en busca de apoyo, quien traicionó a Musa y estableció una nueva alianza entre él y los bizantinos contra su hermano. El sitio se levantó en algún momento del mismo año. 
En la batalla de İnceğiz, las fuerzas de Mehmed se enfrentaron con las de Musa, pero fueron derrotadas. En 1413, Mehmed se ganó el apoyo del monarca serbio Esteban Lazarević y el bey de los turcos Dulkadiridas, así como algunos de los generales del ejército de Musa. Derrotó a las fuerzas de su hermano en la batalla de Çamurlu cerca de Samokov, Bulgaria. Herido y tratando de escapar, Musa fue visto y asesinado el 5 de julio de 1413.